# The Greatest of These (film 1911)
The Greatest of These è un cortometraggio muto del 1911 diretto da Lewin Fitzhamon.

## Trama
Una ragazza scappata di casa con un artista e poi da lui abbandonata, ritorna a casa dal padre cieco.

## Produzione
Il film fu prodotto dalla Hepworth.

## Distribuzione
Distribuito dalla Hepworth, il film - un cortometraggio di una bobina - uscì nelle sale cinematografiche britanniche nel novembre 1911.
Si conoscono pochi dati del film che, prodotto dalla Hepworth, fu distrutto nel 1924 dallo stesso produttore, Cecil M. Hepworth. Fallito, in gravissime difficoltà finanziarie, il produttore pensò in questo modo di poter almeno recuperare il nitrato d'argento della pellicola.